# Al-Ghajlanijja
Al-Ghajlanijja (arab. الغيلانية) – wieś w Syrii, w muhafazie Aleppo. W 2004 roku liczyła 689 mieszkańców.